# Chernovskiia
Chernovskiia är ett släkte av tvåvingar. Chernovskiia ingår i familjen fjädermyggor.
Kladogram enligt Catalogue of Life:
| Chernovskiia | \| \| Chernovskiia amphitrite \| \| \| \| \| \| Chernovskiia macrocera \| \| \| \| \| \| Chernovskiia orbicus \| \| \| \| |
|              | \| \| Chernovskiia amphitrite \| \| \| \| \| \| Chernovskiia macrocera \| \| \| \| \| \| Chernovskiia orbicus \| \| \| \| |
|              | Chernovskiia amphitrite                                                                                                   |
|              | |
|              | Chernovskiia macrocera |
|              | |
|              | Chernovskiia orbicus |
|              | |